# مادة حيوية الأصل
المادة حيوية الأصل (بالإنجليزية: Bio-based material)، هي مادة مصنوعة عن قصد من مواد مشتقة من كائنات حية. يشار إلى هذه المواد أحيانًا بالمواد الحيوية، ولكن لهذه الكلمة أيضًا معنى آخر. يمكن أن يتضمن التعريف بدقة العديد من المواد الشائعة مثل الخشب والجلد، ولكنه يشير عادةً إلى المواد الحديثة التي خضعت لمعالجة أكثر شمولاً. قد تسمى المواد غير المعالجة المواد الحيوية. تندرج المواد الحيوية أو المواد الحيوية الأصل تحت فئة أوسع من المنتجات الحيوية أو المنتجات القائمة على أساس حيوي والتي تشمل المواد والمواد الكيميائية والطاقة المشتقة من الموارد البيولوجية المتجددة.
غالبًا ما تكون المواد الحيوية الأصل قابلة للتحلل البيولوجي، ولكن هذا ليس هو الحال دائمًا.
الامثله تشمل:
- ألياف السليلوز - ألياف مصنوعة من السليلوز المعاد تكوينه.
- الكازين - بروتين فوسفوري مستخرج من الحليب أثناء عملية إنتاج حليب قليل الدسم، تتم معالجته بطرق مختلفة لصنع: البلاستيك، المكملات الغذائية لبناة الجسم، الغراء، حلوى القطن، الطلاء الواقي، الدهانات، ويحدث بشكل طبيعي في الجبن ، مما يعطي إنه قوام كريمي.
- حمض بولي لاكتيك - بوليمر ينتج عن التخمر الصناعي
- البلاستيك الحيوي - يتضمن بلاستيك قائم على زيت الصويا يتم استخدامه الآن لصنع ألواح الجسم لجرار جون ديري
- خشب مصمم هندسياً - منتجات مثل ألواح الحبيبات الموجهة وألواح الحبيبات
- زين - طبيعية البوليمر الحيوي الذي هو الأكثر وفرة بروتين الذرة
- نشا الذرة - نشا حبوب الذرة المستخدمة في صنع كريات التعبئة
- الشحوم - مواد التشحيم المصنوعة من الزيوت النباتية ، بما في ذلك زيت فول الصويا ، والتي يمكن أن تحل محل زيوت التشحيم القائمة على البترول